# Ana Edith Sánchez
Ana Edith Sánchez (Apizaco, 15 de abril de 1970) es una poeta, narradora y ensayista mexicana.
En 2008, su obra fue seleccionada para formar parte del libro La mujer rota, el cual fue un homenaje a Simone de Beauvoir. Y en 2018 recibió el premio nacional de Cuento de Escritoras Mexicanas.

## Biografía
Estudió la licenciatura en literatura hispanoamericana por la Universidad Autónoma de Tlaxcala.  En 2008, su obra fue seleccionada entre 344 poetas provenientes de 20 países para formar parte del libro La mujer rota, la cual formó parte del homenaje al centenario del nacimiento de Simone de Beauvoir y que además, presentó en el anexo femenil del Centro de Reinserción Social de Apizaco.
Ha participado en medios como De balcón a balcón, La gata en el tejado y Cóctel de letras. Mientras que su obra aborda temas como la vejez, la divinidad, la locura, las adicciones y otros elementos cotidianos y simbólicos.
Algunos de sus textos fueron incluidos en las antologías Ayer el futuro era hoy. Muestra de poesía en Tlaxcala (2007) y Del silencio hacia la luz. Mapa poético de México. Poetas nacidos en el periodo 1960-1989 (2008).

## Publicaciones
Algunas de sus obras son:
- Los alacranes no besan (2003)
- Dimensión fugaz (2003)
- Dos escritores secretos: ensayos sobre Efrén Hernández y Francisco Tario (2006)
- Círculo de poesía 7 (2006)
- La mujer rota (2008)
- Primera antología de escritoras mexicanas (2018)
- Los astronautas (2019)

## Premios y reconocimientos
Entre los premios que ha recibido se encuentran:
- En 2002 fue galardonada con el Premio Estatal de Poesía Dolores Castro por su libro Los alacranes no se besan.
- En 2018, obtuvo el Premio Nacional de Cuento de Escritoras Mexicanas con el cuento En el centro comercial.[11]
- Posteriormente, en 2021, fue reconocida como ganadora de la convocatoria Cuando te vuelva a ver, que premió cuentos en lengua española.